# Priène
Priène (en grec ancien Πριήνη) est une cité grecque d'Ionie (Asie Mineure), située sur l'embouchure du Méandre. Les ruines de Priène, bien conservées, se trouvent à proximité du village moderne de Güllübahçe, dans le district de Söke, dans la province d'Aydın, en Turquie.

## Histoire
Selon la tradition, la cité est bâtie par Épytos, fils de Nélée et peuplée plus tard par Thèbes à l'initiative de Philotas, les Priénéens passent pour être originaires d'Hélicé, en Achaïe ; c'est qui plus est un jeune Priénéen qui est hiérophante ou roi du sacrifice. La cité fut fondée au XIe siècle av. J.-C. Elle devint un important centre religieux, comprenant notamment le Panionium, sanctuaire commun des Ioniens, dédié à Poséidon Héliconios, situé à quelques kilomètres de la ville. On y situe aussi un temple dédié à Athéna et un à Déméter.
Elle est prise par le roi de Lydie Ardys II vers 631 av. J.-C., puis les Perses en 546 av. J.-C. Elle participe ensuite à la révolte des cités d'Ionie, qui conduit aux guerres médiques. En 450 av. J.-C., la cité adhère à la Ligue de Délos et reste sous influence athénienne jusqu'au milieu du IVe siècle av. J.-C. Le conflit ouvert avec la cité de Samos prit fin, momentanément, en 442 av. J.-C. par l'intermédiaire de cette ligue.

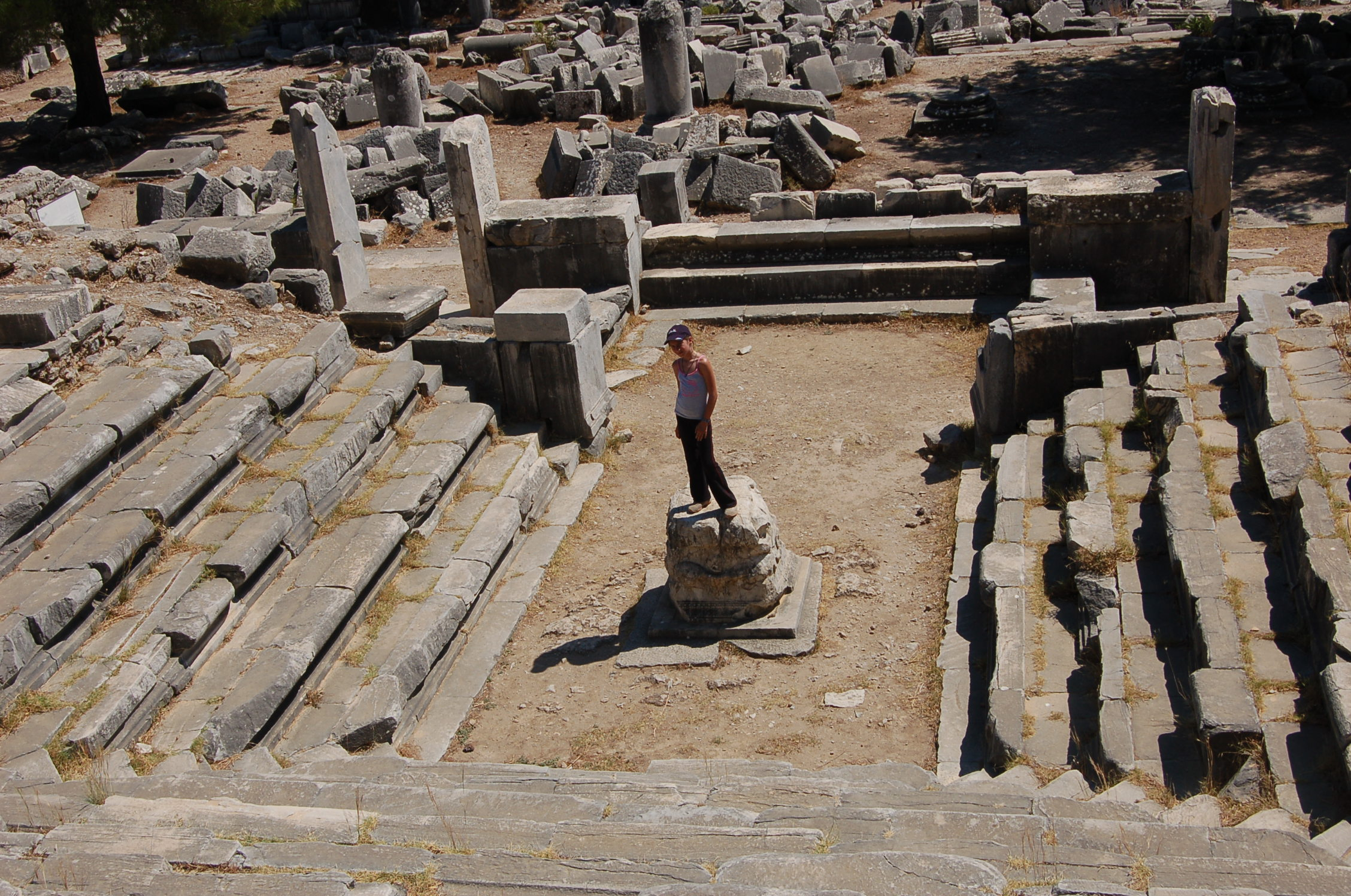
Bouleutérion.

L'ère hellénistique voit la conquête de l'Anatolie par Alexandre le Grand, ce qui ouvre une période de refondation de la cité, dégagée de l'influence perse. En 334 av. J.-C., Alexandre se rend à Priène où il fait une offrande au temple d'Athéna, alors qu'il assiège la cité de Milet non loin de là. La cité fut ensuite successivement sous l'influence des Ptolémées, des Séleucides et de la royauté de Pergame (Attalides).
En 155 av. J.-C., Priène fut attaquée et incendiée par le roi de Cappadoce, Ariarathe V, désireux de s'emparer du trésor de la cité.
Les accords de 196 et de 188 av. J.-C. visant à régler le conflit frontalier avec Samos, autour de la cité de Dryussa, furent inefficaces. Ce n'est que l'intervention d'un tribunal romain, en 135 av. J.-C., qui permit une fin heureuse pour Priène, puisque la cité contestée lui revenait.
À la mort du roi Attale III, roi de Pergame, en 133 av. J.-C., Priène est rattachée à la République romaine, comme toutes les terres du souverain qu'il a léguées par testament. Connaissant une période de troubles liés à la piraterie, très répandue à cette époque, la cité retrouve sa tranquillité à la fin du Ier siècle av. J.-C., sous le principat d'Auguste. Mais, coupée de son accès à la mer, après que le bras qui la reliait au Méandre eut disparu, la cité perdit peu à peu de son attrait commercial et perdit nombre d'habitants. À l'époque byzantine, Priène devint une cité épiscopale jusqu'au milieu du Moyen Âge, période à laquelle elle fut complètement désertée.

## Personnalités liées à la ville
Priène est la ville natale de Myron, historien du IIIe siècle av. J.-C., auteur d'une histoire des guerres de Messénie, de Pythéos, architecte et statuaire du IVe siècle av. J.-C., ainsi que de Bias, philosophe, avocat et homme d'État du VIe siècle av. J.-C., souvent cité dans les listes des sept sages de Grèce. Archélaos de Priène (en grec ancien Ἀρχέλαος Πριηνεὐς) est un sculpteur grec hellénistique de la deuxième moitié du IIIe ou du iie siècle av. J.-C.

## Archéologie

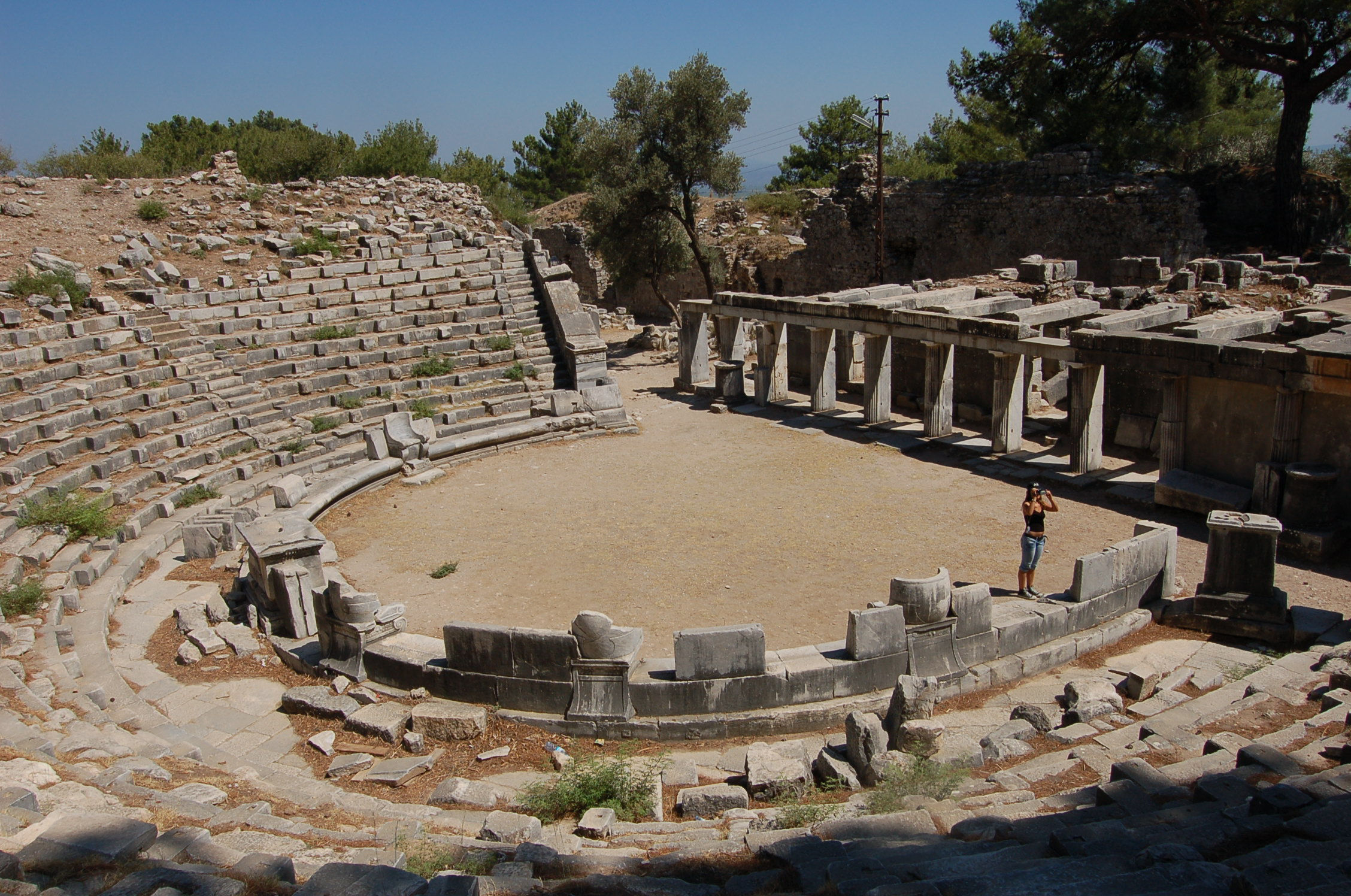
Théâtre.

Les ruines, réparties en terrasses successives, ont fait l'objet de missions anglaises de la Society of Dilettanti en 1765 et 1868, puis furent soigneusement menées par Theodor Wiegand (1895-1899) pour le musée de Berlin. La ville, refondée sur un nouveau site au cours du IVe siècle av. J.-C., a été aménagée selon un plan rectangulaire, en damier. La zone escarpée fait face au sud, et l'acropole la domine de près de 200 m. La ville est ceinte d'un mur de 2 m d'épaisseur, avec des tours à intervalles réguliers et trois portes principales. 
Sur les basses pentes de l'acropole se trouvait un sanctuaire de Déméter. La ville avait six rues principales d'environ 6 m de large, selon un axe est-ouest, et quinze rues d'environ 3 m de large, à angle droit et régulièrement espacées, délimitant un ensemble de 80 pâtés de maisons (insulae). 

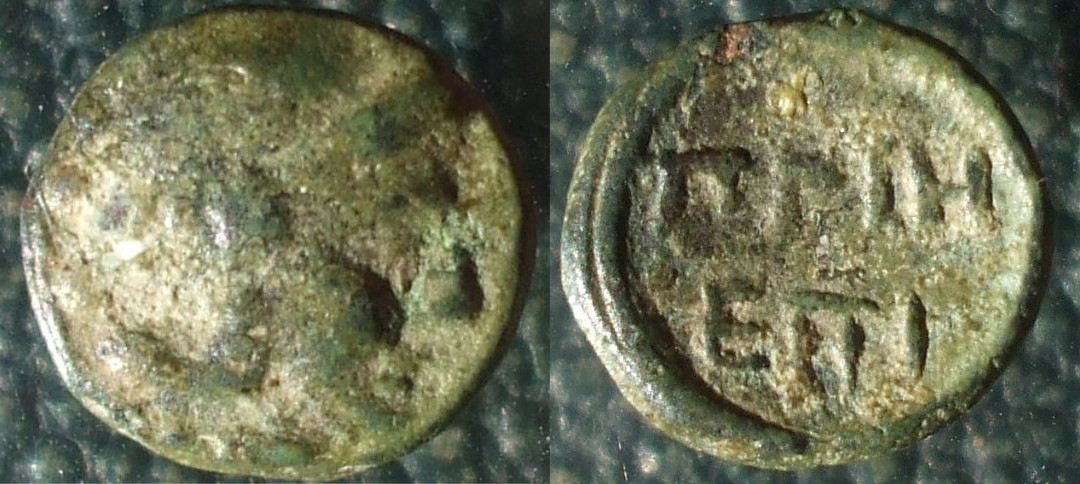
petit bronze de Priène, 0.59 g, 8.52 mm, entre 290 et 240 av. J.-C.)
Avers: tête d'Athéna casquée à droite
Revers: ΠΡΙΗ / ΕΠΙ (Priè[ne] / Epi[genes] [magistrat])

Les maisons privées étaient réparties par huit dans chaque insula. Les systèmes d'adduction d'eau et d'évacuation sont facilement discernables. Les maisons présentent de nombreuses analogies avec les plus anciennes villas pompéiennes. 

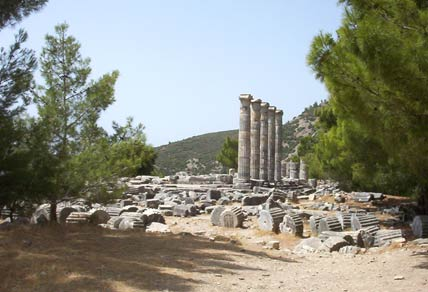
Colonnade du temple d'Athéna.

Dans la moitié occidentale de la ville, sur une grande terrasse au nord de la rue principale et accessible par un bel escalier, se dressait le temple d'Athéna Polias, hexastyle périptère ionique, construit par Pythéos de Priène, architecte du Mausolée d'Halicarnasse. Sous la base de la statue d'Athéna ont été trouvés en 1870 des tétradrachmes en argent d'Oropherne, ainsi que des bijoux, probablement déposés lors de l'attaque par le roi de Cappadoce. 
Autour de l'agora, traversée par la rue principale, sont répartis des bâtiments municipaux : le bouleutérion et le prytanée se trouvent au nord de l'agora, un peu plus au nord, le gymnase supérieur avec les Thermes romains, et un théâtre hellénistique bien préservé. Des temples d'Isis et d'Asclépios ont été mis au jour. Au point le plus bas, à l'intérieur des murs, au sud, se trouvait un grand stade, lié à un gymnase hellénistique.